# Gyllene Tider (musikalbum)
Gyllene tider är den svenska popgruppen Gyllene Tiders debutalbum. Albumet släpptes 1980. På albumlistorna toppade det i Sverige, och var som bäst 27:a i Norge.

## Låtlista
Alla texter är skrivna av Per Gessle. All musik är skriven av Gessle och Mats Persson där inget annat anges.
Sida ett
1. "Skicka ett vykort, älskling" (R. van Leeuwen) - 2:31
2. "Himmel No. 7" - 5.10
3. "Revolver upp" - 2:32
4. "Flickorna på TV2" - 3:56
5. "(Dansar inte lika bra som) Sjömän" - 2:35
6. "Sista gången jag såg Annie" - 5:17

Sida två
1. "Billy" - 5:24
2. "Fån telefon" - 3:27
3. "När ni faller faller ni hårt" - 4:15
4. "Ska vi älska, så ska vi älska till Buddy Holly" - 3:51
5. "Guld" - 3:27

## Gyllene Tiderpå CD
Gyllene tider har återutgivits på CD tre gånger. Första gången den 3 juli 1990, då med tre bonuslåtar:
- 24 december (tidigare utgiven på julsamlingsskivan Glitter, glögg & rock'n roll) -  	4:34
- Åh Ziggy Stardust (var blev du av?) - 3:24
- Marie i växeln (Switchboard Susan) - 3:44

Andra återutgivningen var en digipack-CD med EP-skivan Gyllene Tider som bonusskiva den 16 maj 2000. Den 24 mars 2004 återugavs albumet återigen med bonusspåren samt EP:n. Den 11 april 2007 återutgavs albumet till CD utan bonusspår.

## Medverkande
- Per Gessle - gitarr, sång
- Mats Persson - gitarr
- Göran Fritzon - piano, orgel
- Anders Herrlin - bas
- Micke "Syd" Andersson - trummor

## Listplaceringar
| Lista (1980-1981) | Topplacering |
| ----------------- | ------------ |
| Norge             | 27           |
| Sverige           | 1            |

### Fotnoter
1. ↑  Listplacering
2. ↑  Listplacering